# Sala capitular barroca de la Seu de Mallorca
La sala capitular barroca de la Seu de Mallorca, projectada el 1696 i acabada el 1701, forma part, juntament amb el claustre, del programa d'arquitectura barroca promogut pel Capítol a finals del segle xvii i el segle xviii. S'alça sobre una planta el·líptica i constitueix el primer exemple en el barroc insular d'aquest tipus de planta inspirada en models italians. S'ha atribuït a Francesc Herrera i constitueix un precedent de la realitzada per ell mateix a l'església del Socors de Palma el 1707. Aquest tipus de planta va ser adoptat al llarg del segle xviii en algunes construccions d'arquitectura religiosa.
Construïda amb marès de Llucmajor, treballat i obrat amb molta cura. Vuit columnes amb fust estriat helicoïdal suporten l'entaulament i sobre aquestes arrenquen els nervis que divideixen la cúpula en vuit paraments, a cada un dels quals s'obre un ull de bou. Els nervis s'ajunten en la clau central de la cúpula que presenta un medalló amb la Mare de Déu i l'infant entronitzats, envoltats per vuit àngels. La cúpula està totalment coberta per decoració vegetal en relleu.
El monumental portal d'accés a la sala capitular està situat en un dels extrems de l'eix major. Coronat per tres figures que representen les tres virtuts teologals, presenta en l'interior de l'arc es veu la Verge sota una petxina, rodejada d'àngels nus i dos dofins als costats. A l'extrem oposat al portal d'accés s'hi troba oberta una petita capella que alberga un retaule.
En aquesta sala que forma part del Museu Capitular s'hi poden veure peces destacades que constitueixen el tresor artístic. La sala va ésser restaurada l'any 2001, retirant-ne la calç que cobria el sòtil i les columnes. Els treballs estaren dirigits per Eudald Guillaumet.